# Чиняев, Даниил
Даниил Чиняев (латыш. Daņiils Čiņajevs; род. 3 июня 2003, Рига) — латвийский футболист, полузащитник клуба «Метта».

## Карьера
Начинал заниматься футболом в клубе «Шитика». В возрасте 12 лет перебрался в структуру клуба «Метта». Неоднократно становился призёром юношеских латвийский чемпионатов. В 2021 году отправился во вторую команду клуба «Скансте», вместе с которой стал чемпионом Второй Лиги. В начале сезона 2022 года продолжил выступать за вторую команду, проведя за неё 11 матчей и забив 3 гола в чемпионате. В июле 2022 года вернулся в основную команду. Дебютировал за клуб 24 июля 2022 года в матче против клуба «Валмиера», выйдя в стартовом составе и отыграв весь матч. Окончил сезон на 9 предпоследнем месте в турнирной таблице, отправившись в стыковые матчи. По итогу стыковых матчей против клуба «Гробиня» смогли сохранить прописку в высшем дивизионе.
Первый матч в новом сезоне сыграл 7 апреля 2023 года против клуба «Даугавпилс», выйдя на замену на 54 минуте. В рамках 1/8 финала Кубка Латвии в матче 16 июля 2023 года в стадии серии пенальти уступили клубу «Лиепая». По итогу сезона закончил чемпионат на предпоследнем итоговом месте в зоне переходных матчей. По итогу стыковых матчей футболист вместе с клубом победили клуб «Скансте» и сохранили прописку в чемпионате.

## Международная карьера
Футболист несколько раз вызывался на сборы латвийской сборной до 17 лет, но в официальных матчах за сборную не играл.

## Достижения
«Скансте»
- Победитель Второй лиги: 2021